# Ієромонах
Ієромона́х (грец. ίερομόναχος) — монах, чернець, що має сан пресвітера (тобто право здійснювати священні таїнства). Священнослужитель середнього (другого) ступеня, що прийняв чернецтво.
Ієросхимонах — схимонах, що має сан священника.
Коли зароджувалось чернецтво і пізніше у IV столітті, ченці не брали на себе священного сану.  

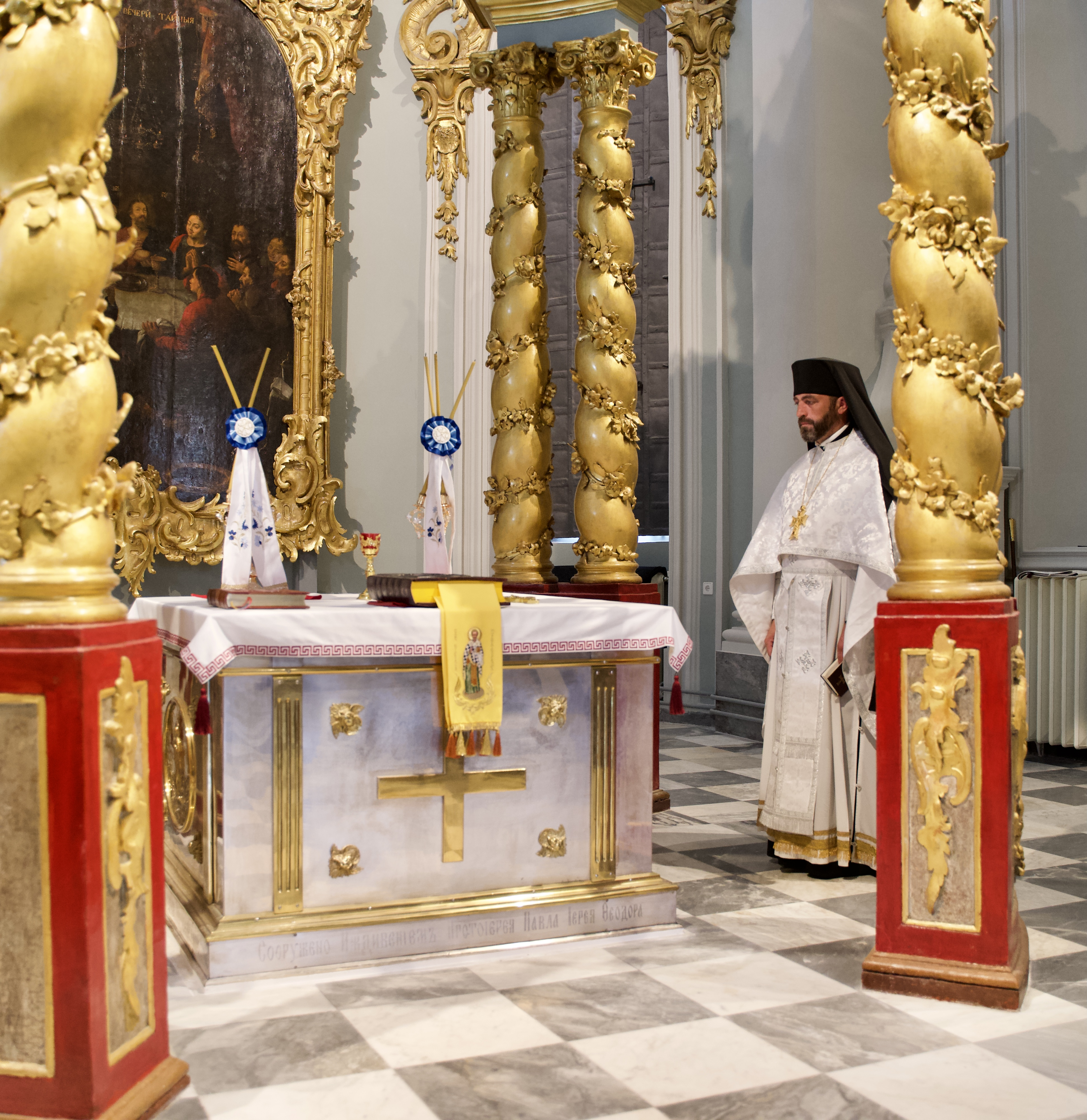
Ієромонах ПЦУ за богослужіння у вівтарі Андріївської Церкви.